# Ramón Sáez Marzo
Ramón Sáez Marzo (8 de março de 1940 — 18 de junho de 2013) foi um ciclista espanhol, ativo profissionalmente entre 1962 e 1973. Competiu nos Jogos Olímpicos de Roma 1960 nos 100 km contrarrelógio por equipes e terminou em oitavo lugar. Quatro anos depois, ele conquistou uma medalha de prata nesta mesma prova no campeonato mundial. Ele conquistou outra medalha no campeonato mundial em 1967, na prova de estrada; no mesmo ano ele terminou em octogésimo quinto lugar no Tour de France. Suas principais conquistas em competições de estrada são:
- 1965: 11 e 13 etapas da Volta a Portugal, 5 etapas da Volta à Catalunha, 5 etapas da Volta à Maiorca
- 1967: 3 e 4 etapas da Volta à Espanha
- 1968: 5 etapas da Vuelta a Andalucía, 11 etapas da Volta à Espanha
- 1969: 7 e 8 etapas da Volta à Espanha
- 1970: 8 e 15 etapas da Volta à Espanha, 3 e 7 etapas da Volta à Aragão